# Sant Soplèci
Sant Soplèci (en francès Saint-Sulpice) és un municipi francès situat al departament de l'Òlt i a la regió d'Occitània.

## Demografia
| 1962                                       | 1968 | 1975 | 1982 | 1990 | 1999 | 2007 |
| ------------------------------------------ | ---- | ---- | ---- | ---- | ---- | ---- |
| 142                                        | 147  | 124  | 116  | 126  | 109  | 130  |
| Des de 1962: població sense dobles comptes |      |      |      |      |      |      |

## Administració
| Període | Identitat          | Partit        |
| ------- | ------------------ | ------------- |
| 2001-   | Jean-Jacques Raffy | Divers gauche |